# Piazza del Sale (Grosseto)
Piazza del Mercato, meglio nota come piazza del Sale, è una piazza di Grosseto.
Accedendo al centro storico attraverso Porta Vecchia, la piazza si apre subito sulla sinistra.

## Descrizione
La piazza è delimitata sui lati meridionali e occidentali da Porta Vecchia, dal palazzetto Del Fa e dalla cortina muraria che raggiunge il bastione Cavallerizza, dove un passaggio pedonale permette di uscire dal centro storico. Il lato orientale è delimitato dai primi palazzi di strada Ricasoli che collega piazza del Sale a piazza Dante; il lato settentrionale è chiuso dall'antico Cassero del Sale, la cui facciata è situata tra il lato interno del baluardo e l'inizio del settore occidentale della storica strada del Giuoco del Cacio, corrispondente all'attuale via Mazzini.

## Storia

### Età medievale
(Cecco Angiolieri, Rima XCII, 5-6)
La presenza della piazza è documentata sin dal 1291, quando l'area in questione era il centro di quello che veniva definito Terzo di San Giorgio. La contrada prendeva il nome dalla vicina chiesa di San Giorgio, documentata sin dall'803 quale possedimento della diocesi di Lucca, situata all'estremità di Porta Vecchia dove si apre l'attuale piazza Manescalchi. La piazza ha iniziato ad assumere la propria fisionomia a partire dal XIII secolo, quando fu qui costruita la struttura del Cassero del Sale, importante magazzino del sale ricavato dalle saline del Querciolo e di Castiglioni, fondamentali per l'economia cittadina. La quantità di sale immagazzinato a Grosseto era tale che è citata anche dal poeta Cecco Angiolieri in una delle sue Rime. Secondo alcuni studiosi qui era situato il «castellare» del potere civico grossetano, probabilmente l'antica rocca aldobrandesca, ma recenti scavi hanno smentito l'ipotesi.
Con la conquista di Grosseto da parte di Siena, la piazza subì sostanziali modifiche con la costruzione del nuovo cassero per la Dogana del Sale, la magistratura senese che regolava la produzione, la distribuzione e l'esportazione del sale grossetano. Nel 1345 viene venduto al Comune di Siena il palazzo di Cecca di Petruccio Beringhieri, insieme all'orto ed il cortile. Nel 1430 è già documentata la presenza del nuovo cassero, che si ergeva addossato alle mura cittadine e rientrava verso il centro della piazza.

### Età moderna
Con l'annessione al Granducato di Toscana sotto il dominio dei Medici, furono effettuate nuove opere di riassestamento, con la demolizione delle mura senesi e la costruzione delle mura medicee, interessando così il lato meridionale e orientale della piazza. Per la realizzazione del complesso del bastione Cavallerizza, furono demoliti alcuni edifici posti su quei lati, compresa la struttura del secondo cassero del sale senese. Sulla facciata dell'antico Cassero del Sale che dà sulla piazza fu realizzata nel corso del XVI secolo una scalinata d'accesso al piano superiore.
Nel corso del XVII e XVIII secolo l'area della piazza è ancora il fulcro dell'allora contrada di San Giorgio, con la struttura della vecchia chiesa ormai nota come Osteria di San Giorgio. Sempre nello stesso periodo, nell'area settentrionale della piazza con l'imbocco dell'odierna strada Ricasoli si viene a formare quello che sarà il ghetto di Grosseto: la stessa via Ricasoli era infatti allora denominata via del Ghetto. Tra la fine del XVIII e i primi del XIX secolo, la piazza fu interessata da una consistente opera di riqualificazione: furono demoliti i torrioni delle mura (tra cui quello svettante su Porta Vecchia, abbattuto nel 1854) e aperti i camminamenti lungo l'anello murario trasformato in giardino alberato. Sul lato meridionale della piazza fu aperto il passaggio per la salita al bastione Cavallerizza e venne realizzato il palazzetto del Dazio di Porta Vecchia, sede degli uffici del dazio che controllavano l'entrata e l'uscita in città di persone e merci. In questo periodo la piazza prese il nome di piazza d'Armi, in quanto qui si riunivano le guarnigioni e non più presso la fortezza.

### Età contemporanea
(Luciano Bianciardi, Il lavoro culturale, 1957)
A partire dalla fine del XIX secolo, la piazza iniziò ad ospitare il mercato settimanale cittadino ogni giovedì mattina, rendendola molto frequentata anche per le mostre bestiame qui organizzate a livello provinciale. La piazza fu così denominata piazza del Mercato, nome che ufficialmente porta ancora oggi. Sul lato nord-orientale della piazza, che si affaccia sulla via lastricata per il passaggio pubblico, aprirono botteghe e negozi: i bassi edifici di origine tardo-settecentesca che qui si affacciavano saranno poi ristrutturati e rialzati a partire dai primi anni del XX secolo. Sul lato occidentale della piazza fu realizzato un sottopasso che attraversava la mura e conduceva al di fuori del centro storico su viale Xiemens. Negli anni venti fu aggiunto al Cassero del Sale un nuovo corpo di fabbrica sul lato che dà su via Mazzini, mentre il palazzo addossato a Porta Vecchia che era stato sede del dazio fu ristrutturato e rialzato quando fu trasformato nello studio fotografico di Paolo Del Fa.
Nel corso degli anni settanta la crescita demografica esponenziale della città di Grosseto portò l'esigenza di trasferire il mercato settimanale al di fuori delle mura, nella grande piazza De Maria al di fuori di Porta Vecchia. La piazza fu così ripavimentata, poiché fino ad allora, fatta eccezione per l'asse viario per il passeggio, l'area centrale non era battuta in quanto area di mercato. A partire dal 1998, all'interno di un più ampio progetto di indagine archeologica medievale del centro storico di Grosseto nato nel 1978, sono stati effettuati alcuni scavi nell'area della piazza sotto la direzione dell'archeologo Riccardo Francovich: sono stati rinvenuti sotto la pavimentazione sul lato della passeggiata i resti delle fondamenta di alcuni edifici medievali, leggermente rientranti verso il centro della piazza rispetto agli edifici attuali. Nell'area centrale sono stati inoltre riportati alla luce i basamenti del secondo cassero del sale fatto costruire da Siena e demolito dai Medici: nel 2002 la nuova piazza è stata ripavimentata, mentre nell'area centrale di fronte alle mura medicee è stata mantenuta la sezione con i resti della struttura medievale, di livello leggermente ribassato rispetto al resto della piazza. Il 26 aprile 2003, in occasione dei sessant'anni del bombardamento di Grosseto, fu posizionato nella piazza un monumento a ricordo delle vittime, realizzato dallo scultore Antonio Lazari; in seguito ad alcune proteste, tuttavia, dopo pochi mesi il monumento fu spostato nel parco di viale Ximenes, sua attuale collocazione.
La piazza oggi, con i suoi locali, negozi, vinerie e pub è una delle più frequentate di Grosseto.

## Edifici

### Cassero del Sale
Il Cassero del Sale è stato costruito nel XIII secolo come punto di raccolta e di distribuzione del sale che veniva estratto lungo la costa. L'aspetto attuale è dovuto a numerosi interventi iniziati nel XVI secolo quando vi furono addossate le mura medicee e continuati in età moderna con l'aggiunta di una scala esterna di accesso al primo piano. Nella piazza sono visibili i resti del "nuovo cassero del sale" realizzato dai senesi nel XIV secolo per affiancare quello più antico. Durante il dominio mediceo l'edificio fu distrutto, ma una delle quattro pareti fu però risparmiata per essere inglobata nella nuova cortina muraria.

### Palazzo Carmignani
Il palazzo Carmignani è situato all'angolo tra piazza del Sale, strada Ricasoli e via Mazzini. È stato realizzato nel 1921, frutto di una ristrutturazione di un edificio precedente, su progetto dell'architetto Ivaldo Reggiani, e si presenta a pianta trapezoidale. Si contraddistingue per pregevoli decorazioni in stile liberty e per gli arredi originari che ancora si conservano all'interno della Calzoleria Popolare ospitata al pian terreno dello stabile. La calzoleria, fondata nel 1895, è tornata solamente nel 2011 nella storica sede, poiché per diversi anni lo stabile era stato occupato da altre attività che però avevano mantenuto gli arredi storici ottocenteschi.

### Altri edifici
- Palazzetto Del Fa, situato sul lato sud della piazza, adiacente a Porta Vecchia, sorge nel luogo in cui si trovava precedentemente la sede del Dazio di Porta Vecchia, edificio acquistato negli anni venti del XX secolo dal fotografo Paolo del Fa, che ne modificò l'aspetto radicalmente.[11] Da notare il pregevole portone in legno decorato e la lunetta sovrastante con le iniziali P, D, F (Paolo Del Fa) realizzate in ferro.
- Palazzetto Cesaroni, situato all'angolo con strada Ricasoli, nacque nel 1925 sulle fondamenta di una casetta ottocentesca sede del negozio di oreficeria e orologeria di Amedeo Cesaroni, attività ancora oggi presente come gioielleria. L'edificio fu rialzato nel dopoguerra.[16] Le iniziali di Amedeo Cesaroni (A e C) realizzate in ferro sono visibili sulla lunetta sovrastante il portale d'ingresso.
- Palazzetto Gualandi, posizionato tra il palazzetto Cesaroni e il palazzetto Onorato, è un basso edificio dei primi anni del XX secolo.[17]
- Palazzetto Onorato, situato all'incrocio tra piazza del Sale, piazza Manescalchi e via San Martino, ospitò per molti anni numerose botteghe e negozi, e divenne poi sede della Torrefazione Onorato, che produceva liquori sin dal 1880. L'attività è continuata fino agli anni novanta del XX secolo, quando poi l'edificio fu acquistato da una banca.[18]

## Galleria d'immagini

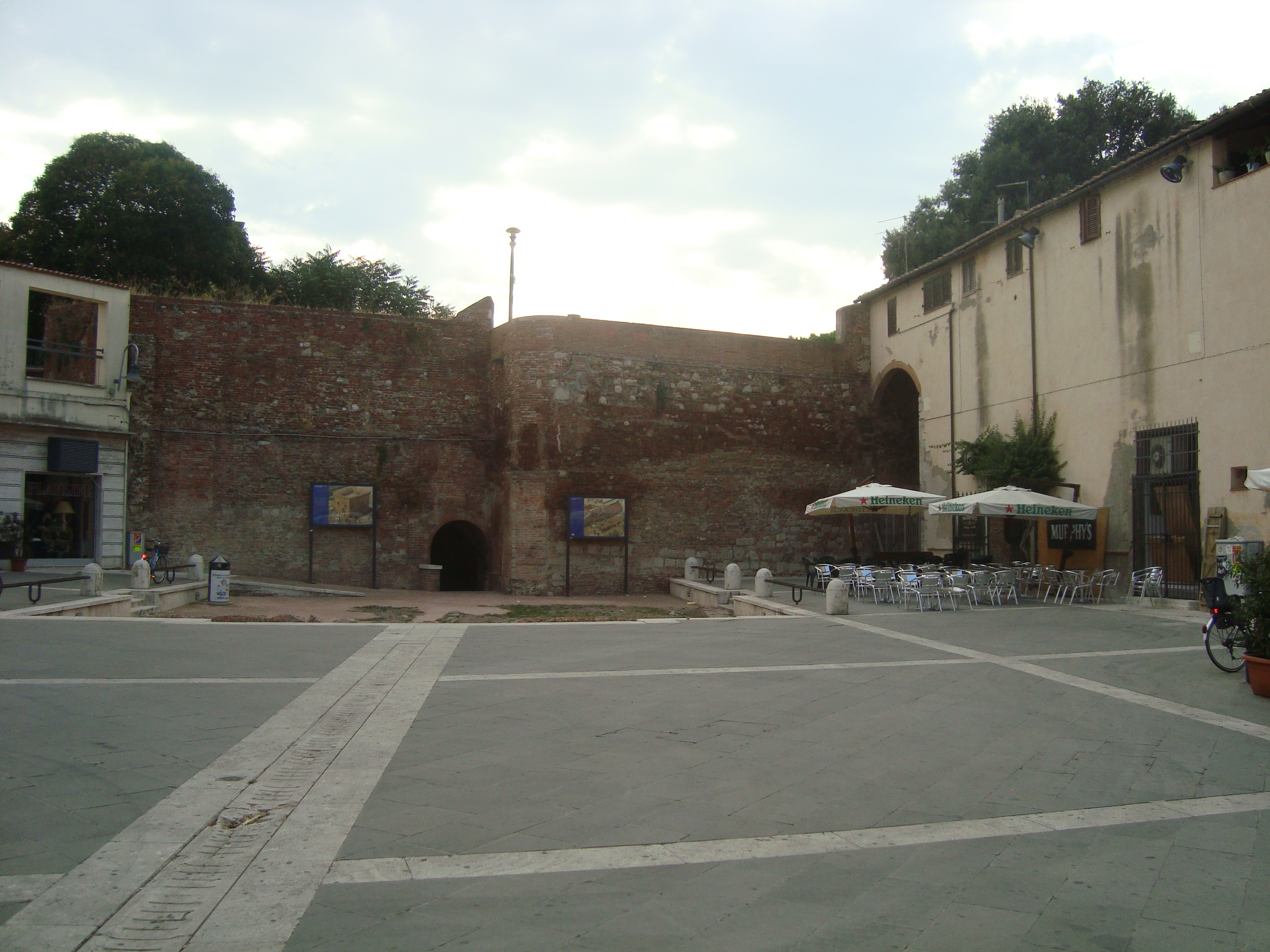
Piazza del Sale, lato occidentale
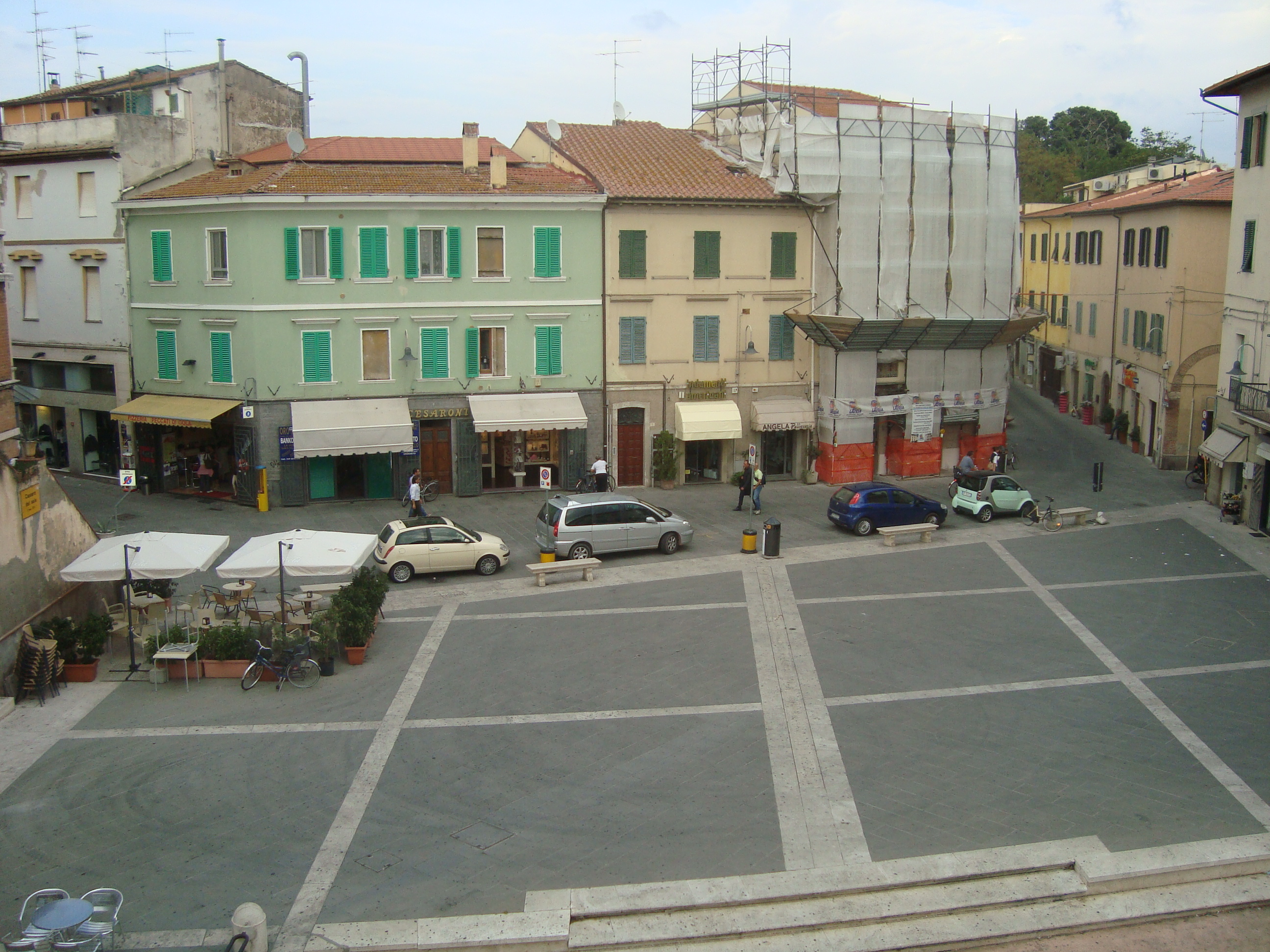
Piazza del Sale, lato orientale
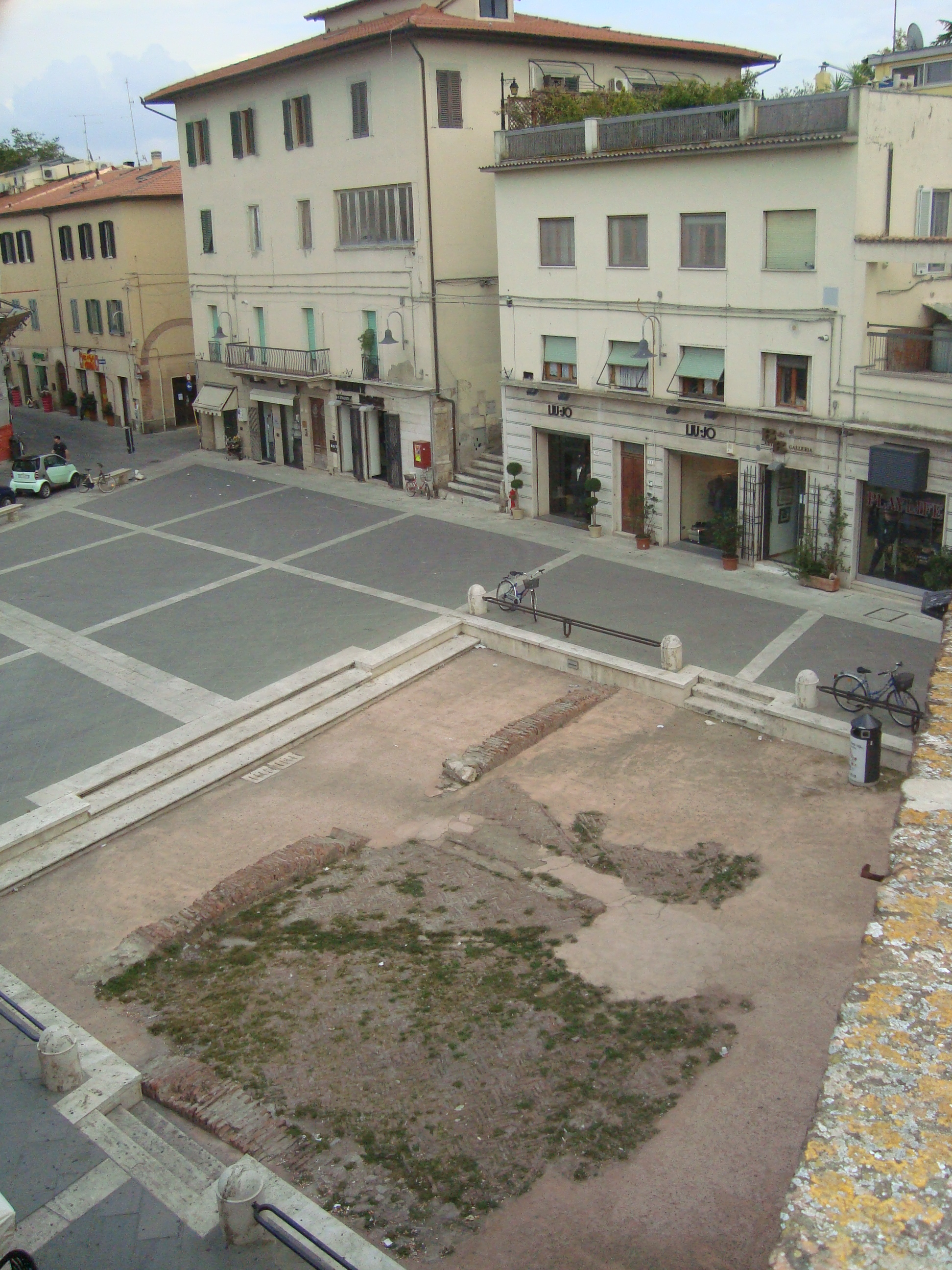
Piazza del Sale, vista dal Bastione Cavallerizza
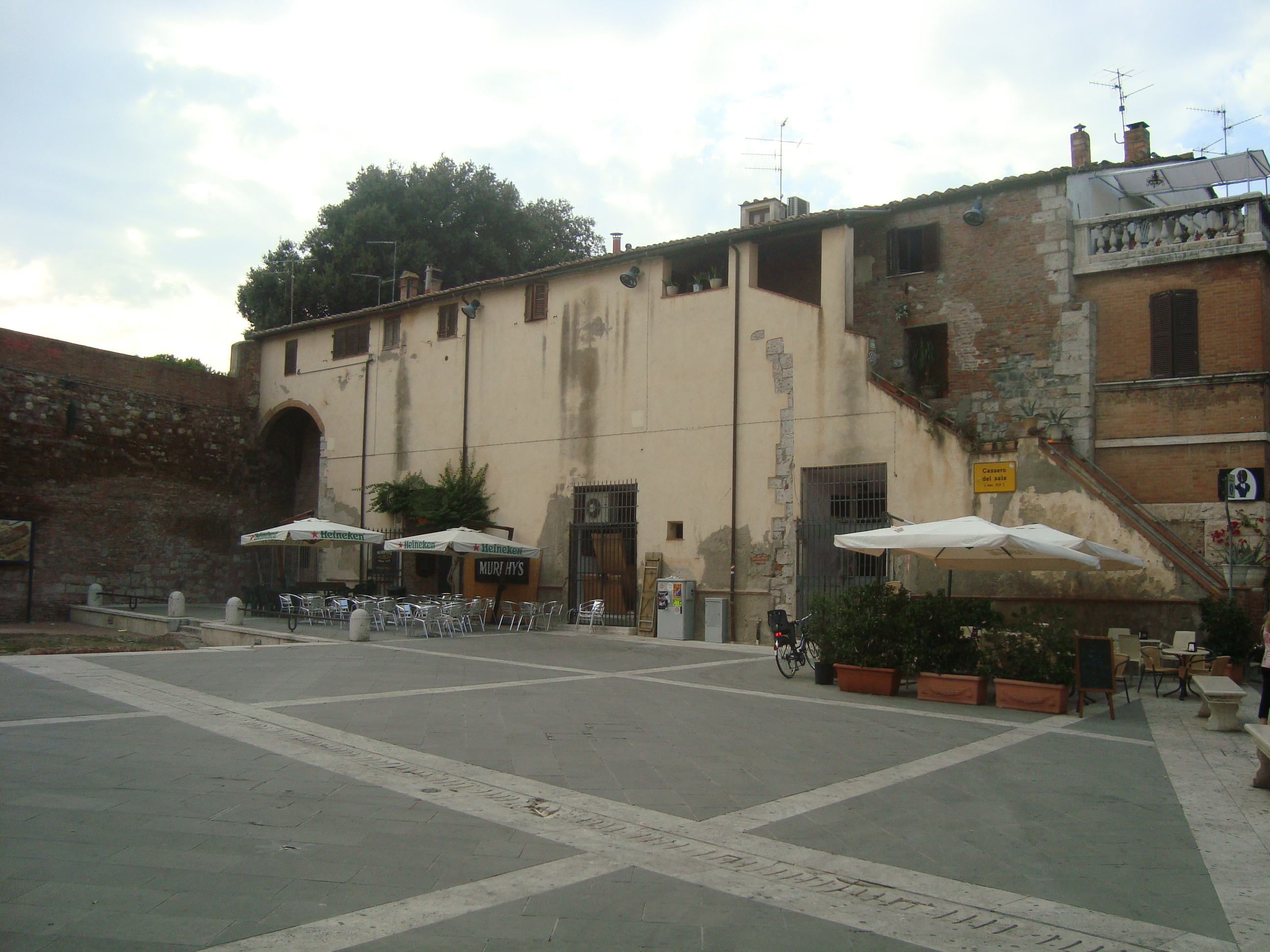
Piazza del Sale, lato settentrionale con vista del Cassero del Sale